# Thomas Hennen
Thomas John Hennen (* 17. srpna 1952 Albany, Georgia, USA) je voják z povolání, 261. člověk ve vesmíru, astronaut NASA.

## Životní dráha
Po získaném vzdělání na Groveport-Madison High School sloužil na řadě vojenských základen Armády Spojených států, v roce 1988 byl zařazen do vojenského projektu Terra Scout, který byl završen jeho účastí na vesmírné misi.

## Let do vesmíru
Zúčastnil se sedmidenní vojenské mise amerického raketoplánu Atlantis na podzim roku 1991. Let, evidovaný v COSPAR jako 1991-080A, měl tuto posádku: Frederick Gregory, Terrence Henrick, James Voss, Mario Runco, Story Musgrave. Doplnil ji s funkcí specialista pro užitečné zatížení tehdy nadpraporčík US Army Thomas J. Hennen, odborník rozvědky pro vyhodnocování obrazových informací. Hlavním a splněným úkolem bylo vypustit špionážní družici DSP Block 14. Během letu se na dráze míjeli s vesmírnou stanicí MIR, z níž je sovětská posádka pozdravila. Také další činnost posádky patřila hlavně vojenskému poslání letu, který pro technické problémy musel být předčasně ukončen.
- STS-44 Atlantis (24. listopadu 1991 – 1. prosince 1991)

## Po letu
Thomas Hennen odešel z armády v prosinci 1995. Je spoluzakladatelem a výkonným ředitelem nadace Atlantis Foundation, neziskové organizace, která určena pro ochranu a poskytování služeb pro lidi s vývojovým postižením.